# Ramón de la Plaza
Ramón de la Plaza (Caracas, agosto de 1831–Caracas, 15 de diciembre de 1886) fue un historiador, crítico del arte, músico, diplomático y general, responsable de realizar el primer acercamiento historiográfico al arte venezolano en retrospectiva, desde el período precolombino hasta su época; y una de las primeras investigaciones enfocadas en la música aborigen latinoamericana. 

## Biografía
Con Ramón de la Plaza y Obelmejía y Mercedes Manrique de Lara y Fajardo como padres, nace en el seno de una familia distinguida de la élite caraqueña, residenciada en la Parroquia de Altagracia. De acuerdo con la crónica del escritor Jesús María Herrera Irigoyen publicada en El Cojo Ilustrado, y citada por Mario Milanca Guzmán en su investigación sobre la vida del crítico, estuvo en contacto con estudios tempranos de música y pintura, que estimularon su sensibilidad hacia las artes.
Estudió Filosofía y Matemáticas en el Colegio de la Paz de Caracas, del que se graduó en 1848 con diecisiete años, tras haber estudiado a autores como Jeremy Bentham, los Escolásticos y otros Doctores de la Iglesia. De acuerdo con el autor y cronista colombiano Diógenes Arrieta, a pesar de que estos estudios se limitaban a las ideas seguidas por “hombres adictos al Catolicismo y sumisos a la autoridad sacerdotal”, estos estimularon al joven, por lo que en ese mismo año fue enviado a estudiar artes y comercio en Nueva York. 
A su regreso a Caracas, en 1859 decide formar parte del bando liberal guiado por Antonio Guzmán Blanco en la Guerra Federal venezolana de cinco años. Tras los combates y campañas, en 1864 regresa de ella con treinta y tres años y el título de general. El 12 de marzo de 1869, seis años después de la guerra, contrae matrimonio con Mercedes Ponce Valdés, hija de José Julián Ponce, un importante cónsul y antiguo comerciante caraqueño. El matrimonio no tuvo hijos.
En 1870, fue designado como diplomático en Europa y ocupó un curul como diputado. El 12 de julio de 1872 formó parte del homenaje realizado al artista viajero proveniente de Inglaterra James Mudie Spence, y en 1874 del grupo que redactó el decreto de extinción de los conventos y comunidades religiosas bajo las políticas de Antonio Guzmán Blanco. Fue en este período en el que de la Plaza se consolidó como un participante importante del círculo de literatos e intelectuales que rodeaba al presidente, siendo incluso considerado por éste como un integrante de su mesa familiar, junto a personajes como el pintor Martín Tovar y Tovar y el compositor y músico José Antonio Salas.
Tras una importante carrera en la política y en las artes venezolanas, el general de la Plaza fallece a los 55 años de edad en la misma parroquia que lo vio crecer. El suceso causó conmoción en la sociedad caraqueña, siendo objeto de crónicas y diversos pronunciamientos por parte de sus allegados y de los intelectuales de la época. Los oficios fúnebres fueron reseñados en el diario La Opinión Nacional, en los que resaltó la participación del presidente Guzmán Blanco, quien presidió los honores militares.

## Obra
En los años posteriores a la guerra, de la Plaza se dedicó a la escritura y a la vida diplomática, comenzando a publicar a finales de la década de 1870 en el diario La Opinión Nacional ensayos cuyos temas giraban en torno a las artes plásticas, el teatro y la música, en los que demostró ser un lector y conocedor ávido de los temas. Ya en ellos su escritura muestra un estilo que sin restarle la importancia que su obra adquirió para la historia del arte venezolano, de acuerdo con el investigador José María Salvador, combina diversas y a veces contradictorias opiniones ideológicas a través de la ampulosidad y la hipérbole. Asimismo, durante esa década fue un importante colaborador de la revista musical La Lira Venezolana.
De acuerdo con el escritor venezolano Roberto J. Lovera De Sola, de la Plaza fue designado Director y organizador del Instituto de Bellas Artes de Caracas en abril de 1877, bajo el mandato del presidente Francisco Linares Alcántara. Sin embargo, en 1883 Diógenes Arrieta aseveró que éste fue designado en 1879, bajo el tercer gobierno de Antonio Guzmán Blanco tras la Revolución Reivindicadora. De acuerdo con este último autor, este cargo motivó a de la Plaza a realizar una recopilación histórica de las bellas artes venezolanas, que le serviría como base teórica para la realización de un compendio de ensayos propios, bajo el mecenazgo del presidente Antonio Guzmán Blanco.  
Así, tras cuatro años de investigación y estudios, es publicado en 1883 su libro Ensayos sobre el arte en Venezuela, obra que fue presentada por el mismo autor como un homenaje por el primer centenario de la muerte del Libertador, celebraciones en las que además cumplió con el papel de jurado en la Exposición Nacional de Venezuela en la sección de Bellas Artes, junto al pintor Antonio José Carranza. La publicación de este compendio fue ampliamente aplaudida por políticos e intelectuales de su época, y continuó siendo un referente para la historiografía artística latinoamericana.
En una amplia reseña sobre la obra, Diógenes Arrieta la resume en cuatro partes. En la primera a manera de introducción, de la Plaza realiza un recorrido por las diversas concepciones sobre la facultad creadora y el juicio artístico a través de la historia del arte. De acuerdo con varios autores y musicólogos, el segundo apartado es el más significativo para la historia del arte venezolano y latinoamericano, pues al enfocarse en el estudio etnográfico de los grupos indígenas americanos, el autor trajo a colación por primera vez en el continente información artística sobre los orígenes de sus cantos e instrumentos musicales.
Posteriormente desarrolla un apartado sobre el arte nacional antes y después de la colonia, a través de un compilado de biografías de artistas venezolanos y composiciones de maestros de los siglos XVII, XVIII y XIX. Así, de la Plaza realiza un estudio interdisciplinar del contexto histórico y social en el que cada una de las manifestaciones artísticas mencionadas se desarrollaron, asegurándole un merecido puesto al arte venezolano, de acuerdo con Alejandro Salas y Esmeralda Niño Araque, dentro de la tradición artística universal.
Un año después de la publicación de esta importante obra, de la Plaza realiza la publicación de su último libro, El drama lírico y la lengua castellana como elemento musical.